# Hoogwoud
Hoogwoud is een dorp dat behoort tot de West-Friese gemeente Opmeer in de provincie Noord-Holland. Het dorp heeft 975 inwoners (1 januari 2023). Hoogwoud ligt tussen Hoorn en Alkmaar.

## Geschiedenis
In een maisveld bij Hoogwoud werd eind 2019 een Vikingring uit de 10e eeuw gevonden. De omgeving werd vanaf de 9e eeuw door de Vikingen als uitvalsbasis gebruikt.
Een detectorzoeker ontdekte 2021 in Hoogwoud een middeleeuwse schat, bestaande uit vier gouden oorhangers, twee stukken goudblad en 39 zilveren munten. De twee paren oorhangers zijn op basis van hun stijl gedateerd tussen 1000 en 1050. Ze zijn bijzonder omdat ze hybride zijn: de maansikkelvorm is afkomstig uit Byzantium, het filigraan is typisch voor het Heilige Roomse Rijk (met name Duitsland) en de gravering is kenmerkend voor Frisia en Scandinavië. De zilveren munten zijn afkomstig uit het Bisdom Utrecht, het Duitse rijk en de graafschappen Gelre, Kleef en Holland en blijken tweehonderd jaar jonger te zijn. De jongste munten zijn onder graaf Willem II van Holland geslagen in 1247 of 1248. De ontdekking toont aan dat mensen in Noord-Holland rond het jaar 1000 op hoog niveau contacten hadden en deel uitmaakten van een internationaal netwerk met financiële middelen.
De plaatsnaam komt in 1395 voor als Hogherswoude en in 1400 als Houtwoud.
Hoogwoud is bekend van het feit dat vlak bij deze plaats, waarschijnlijk in het Berkmeer, Willem II van Holland in 1256 sneuvelde in een slag tegen de West-Friezen. In het gemeentewapen van de gemeente Opmeer, waartoe Hoogwoud behoort, is dat feit symbolisch weergegeven. Willem II werd na te zijn omgekomen 'begraven' achter de haardplaat van een boerderij in Hoogwoud. Zijn zoon, Floris V deed diverse pogingen om zijn vader terug te vinden en in eigen gebied te begraven. Dat lukte met een slag in 1282, waarbij Hoogwoud werd geplunderd en de bevolking voor een groot deel uitgemoord door de Hollanders. In 1429 werd Eduard van Hoogwoud aangesteld als heer van Hoogwoud en Aardswoud. Onder zijn beheer kreeg de stad haar stadsrechten weer terug nadat deze in 1429 waren ingetrokken. Eduard of zijn zoon Anthonis liet het Huis te Hoogwoud bouwen.
Hoogwoud was tot 1 januari 1979 een zelfstandige gemeente waartoe ook de plaatsen Aartswoud, Abbekerkeweere, De Weere, Gouwe, Langereis, Paradijs en Harderwijk behoorden. Hoogwoud kreeg in 1414 stadsrechten, maar is in feite altijd een dorp geweest.

## Bezienswaardigheden
Aanwezige monumenten zijn onder meer het 18e-eeuwse Raadhuis van Hoogwoud en de 17e-eeuwse Hervormde Kerk met een toren uit ca. 1472 en een doopvont uit eind 13e of begin 14e eeuw, waarvan men vroeger aannam dat het uit de tijd van koning Radboud dateerde. Verder heeft Hoogwoud een tramstation uit 1910 en in de middeleeuwen had Hoogwoud ook een kasteel: Huis Hoogwoud. Even buiten het dorp staat de poldermolen De Vier Winden. Aan de westkant van het dorp staat de korenmolen De Lastdrager.

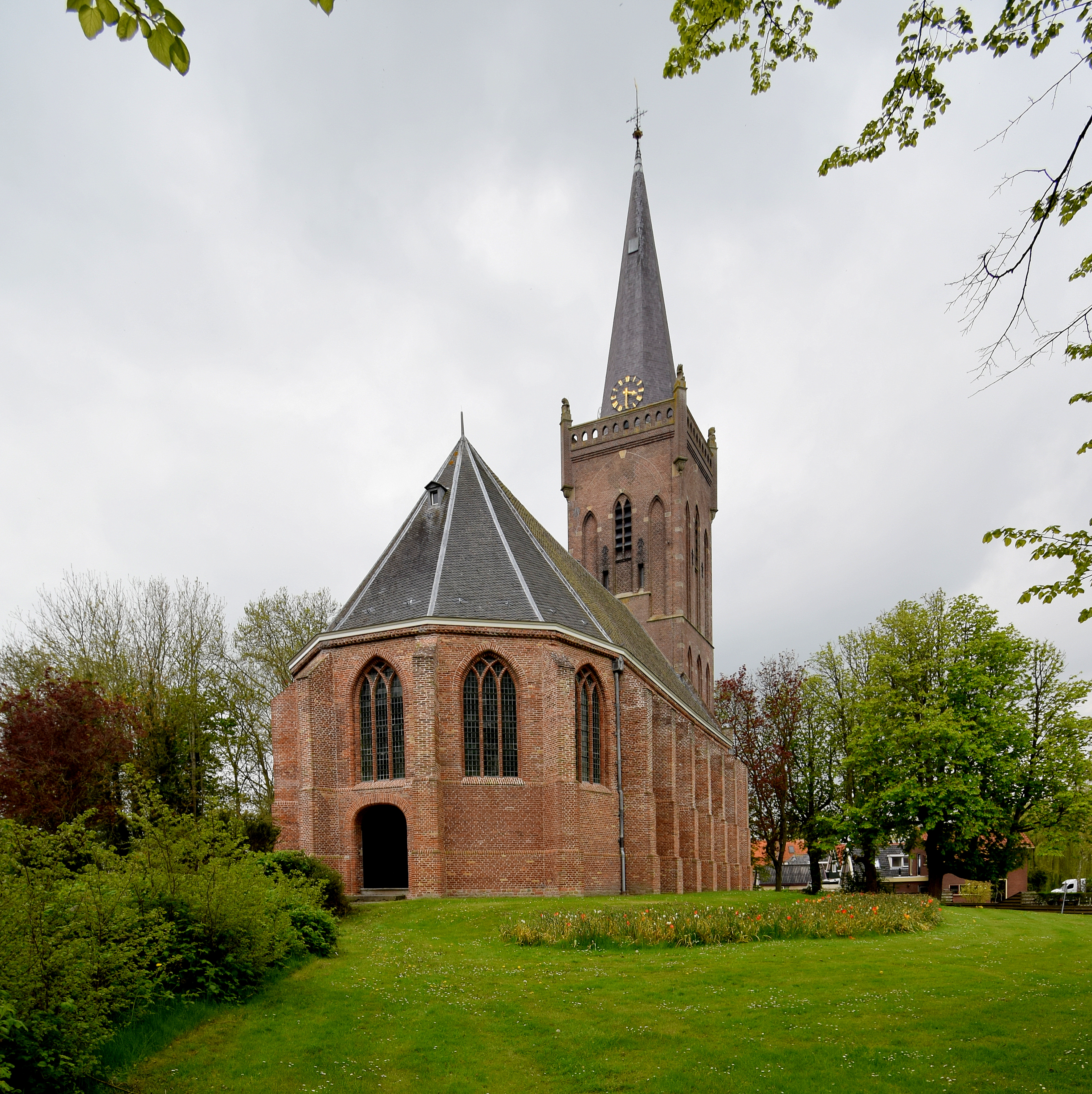
Hervormde Kerk
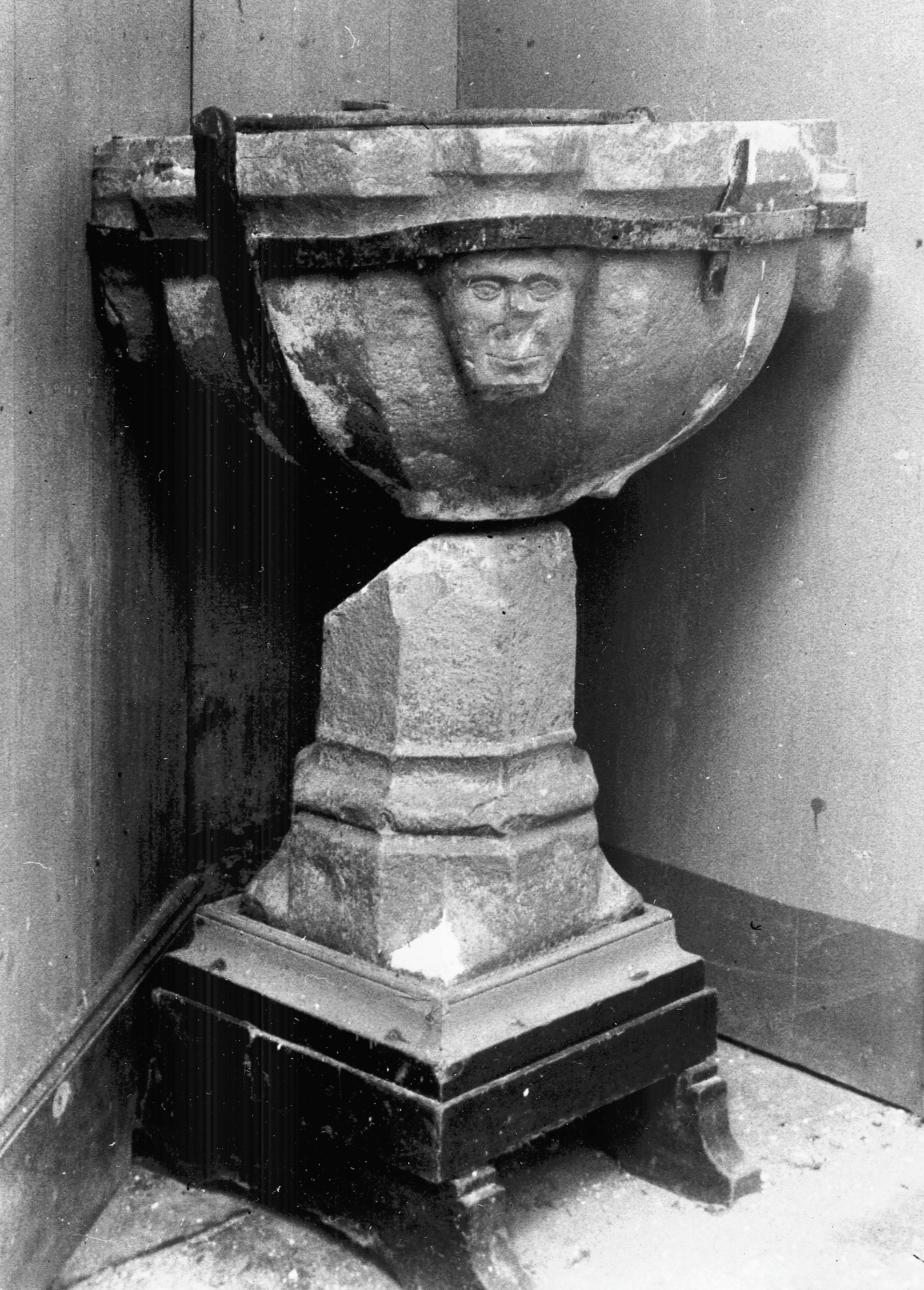
Doopvont Hervormde Kerk
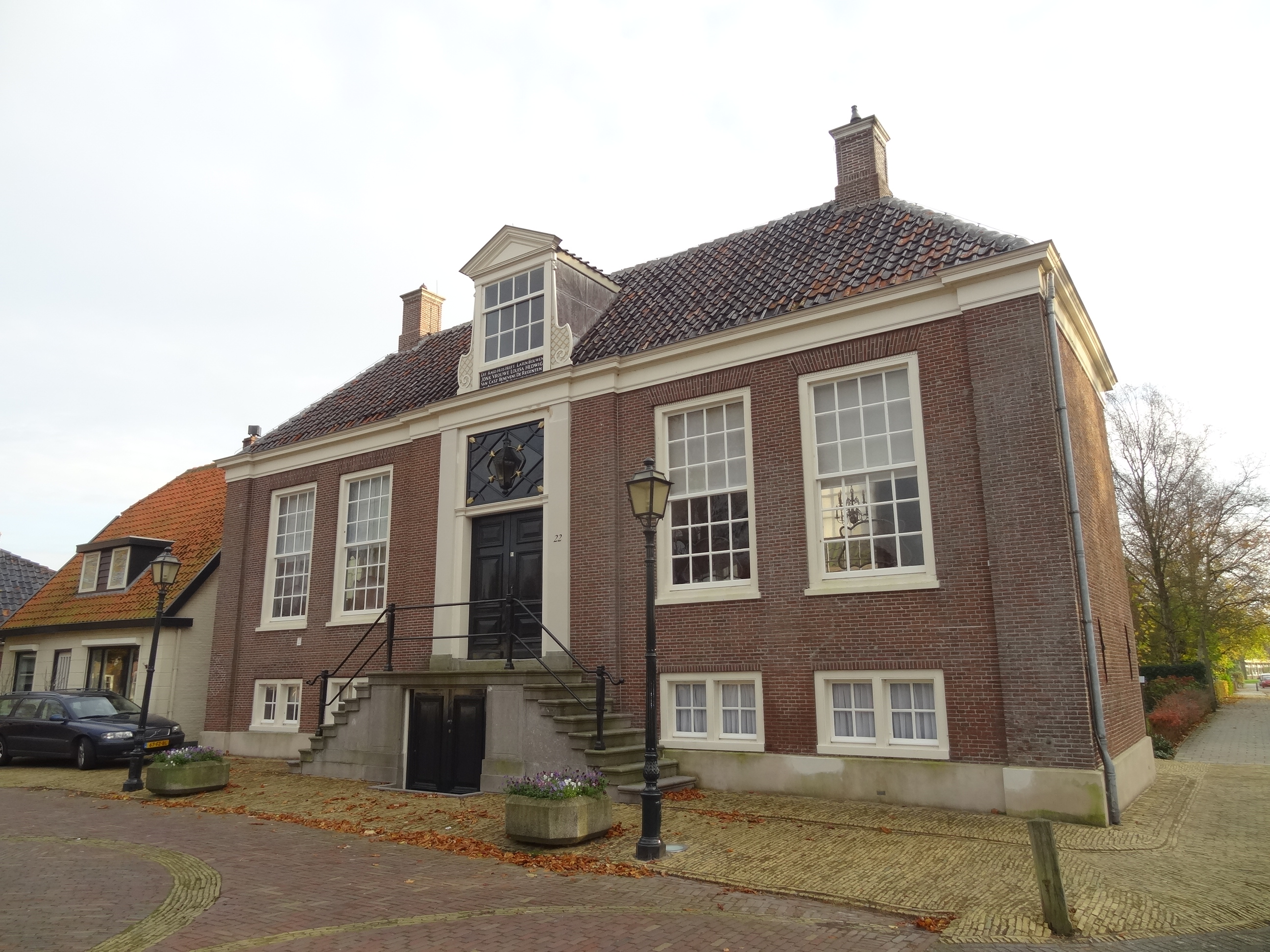
Raadhuis
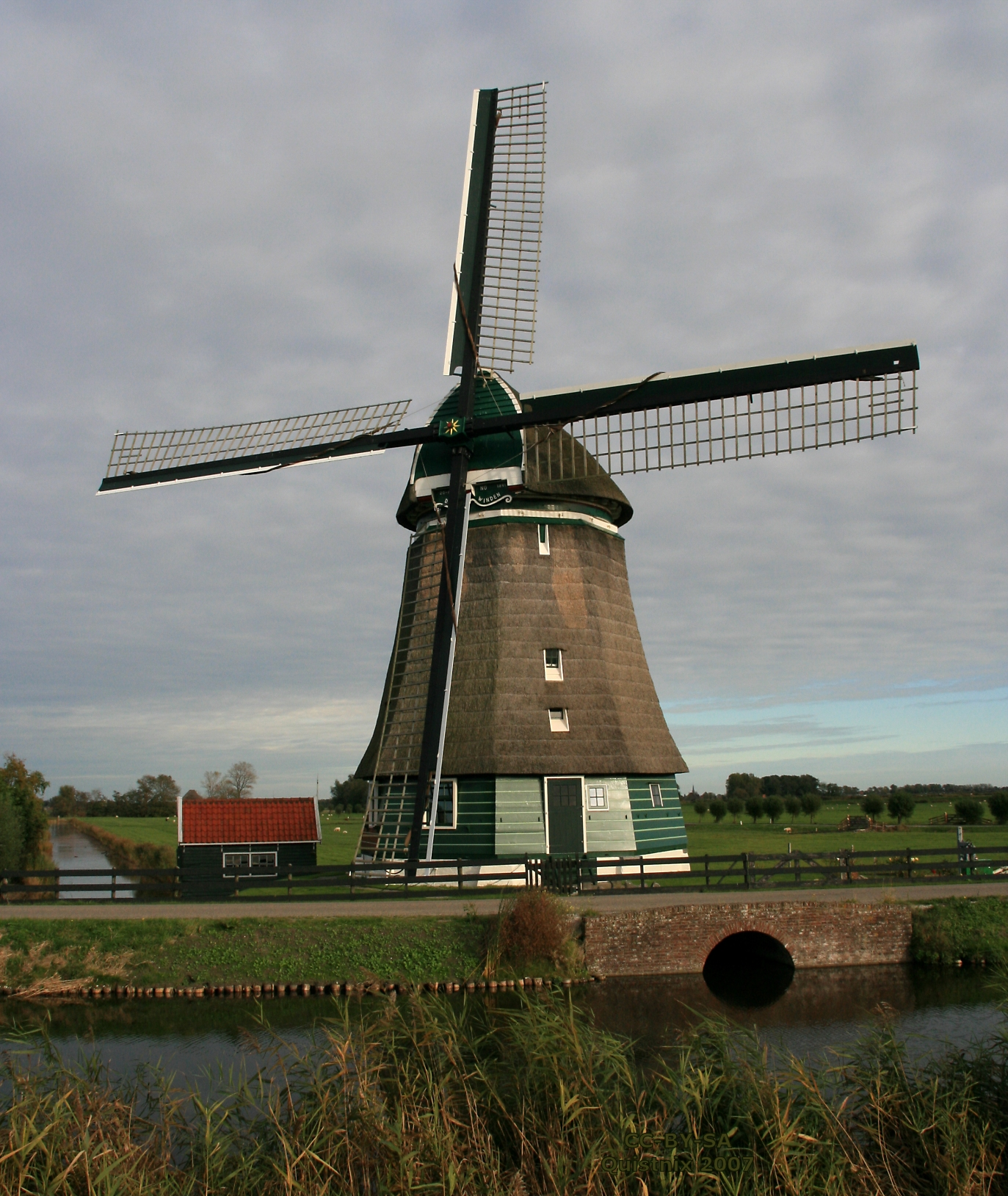
Molen De Vier Winden

## Economie, evenementen
De grootste werkgever in de gemeente Opmeer is Tuincentrum de Boet. In Hoogwoud wordt jaarlijks een landbouwtentoonstelling gehouden. Ook worden er vanuit Hoogwoud verschillende grote evenementen gehouden zoals de Gabberweek, Zomerpop, Zomertijd Opmeer, de Uitdaging en de Award Opmeer. Dit wordt allemaal geregeld vanuit het  SJJO, welke zich ook in Hoogwoud bevindt.

## Geboren
- Rens Rempt (1908-1945), verzetsstrijder tijdens de Tweede Wereldoorlog
- Nicole Panis (2000), voetbalster